# Peace Bridge
Die Peace Bridge (deutsch: Friedensbrücke) ist eine Straßenbrücke, welche die Grenze zwischen den Vereinigten Staaten und Kanada am östlichen Ende des Eriesees, etwa 30 km flussaufwärts von den Niagarafällen überquert. Sie verbindet die Städte Buffalo im US-Bundesstaat New York und Fort Erie in der kanadischen Provinz Ontario. Sie wird von der Buffalo and Fort Erie Public Bridge Authority betrieben und unterhalten.

## Überblick
Das Bauwerk besteht aus fünf Bögen über den Niagara River und einer Fachwerkträgerspanne über den Black Rock Canal auf der US-amerikanischen Seite des Flusses. Die Gesamtlänge beträgt 1769 m. Der Name der Brücke erinnert an einhundert Jahre Frieden zwischen den Vereinigten Staaten und Kanada. Der Bau wurde am 6. August 1925 von der International Joint Commission genehmigt.
Die Brücke wurde als Straßenbrücke gebaut, die den Bedürfnissen von Fußgängern und Kraftfahrzeugen genüge tun sollte, da diese nicht die 1873 erbaute International Railway Bridge benutzen konnten.
Eines der größten Hindernisse beim Bau war die starke Strömung des Flusses, die hier zwischen 12 und 19 km/h beträgt. Der Bau begann 1925 und wurde im Frühjahr 1927 beendet. Für die Öffentlichkeit wurde die Nutzung am 1. Juni 1927 freigegeben.
Die offizielle Eröffnungszeremonie fand erst zwei Monate später statt. An den Feierlichkeiten beteiligten sich etwa 100.000 Besucher. 
Zu den öffentlichen Würdenträgern, die an der Zeremonie teilnahmen, gehörten Edward, Prince of Wales (der spätere Edward VIII.), Prince Albert, Duke of York (der spätere George VI.), der kanadische Premierminister William Lyon Mackenzie King, der britische Premierminister Stanley Baldwin, US-Vizepräsident Charles Gates Dawes, US-Außenminister Frank Billings Kellogg, der New Yorker Gouverneur Al Smith und der Premierminister von Ontario, Howard Ferguson.
Mit der Eröffnung wurde Buffalo zur Hauptübergangsstelle zwischen den Vereinigten Staaten und Kanada. Damals war es die einzige Fahrzeugbrücke zwischen den Niagarafällen und Minnesota. Auch heute noch ist dieser Grenzübergang einer der wichtigsten zwischen beiden Staaten, rund viertausend Lastwagen überqueren hier täglich die Grenze.
Die Buffalo and Fort Erie Public Bridge Authority gab 1997 Pläne für den Bau einer zweiten Brücke auf der südlichen Seite der bestehenden Verbindung bekannt. Diese sollte dem wachsenden Verkehr aufnehmen. Rechtliche Probleme, aber auch hinsichtlich des Designs und der Finanzierung haben den Beginn des Baus bislang verhindert. Ursprünglich war eine Schrägseilbrücke vorgeschlagen worden. Dies wurde aber abgelehnt, weil befürchtet wurde, gefährdete Vogelarten könnten sich in den Seilen verfangen.
Weitere Brückenverbindungen zwischen Kanada und den Vereinigten Staaten in der Nähe sind die Rainbow Bridge, die Queenston-Lewiston Bridge und die Whirlpool Rapids Bridge. Die Queenston-Lewiston Bridge und die Peace Bridge sind davon die einzigen Grenzübergänge, die für den Schwerlastverkehr zugelassen sind.
Auf US-amerikanischer Seite hat die Interstate 190 eine direkte nordwärts gerichtete Ausfahrt (Exit 9) zur Peace Bridge. Diese ist als Ft. Erie Can beschildert, obwohl die Brücke eigentlich der Baird Drive ist. Auf kanadischer Seite beginnt unmittelbar nach der Zollabfertigung der Queen Elizabeth Way.
Nachdem man 2005 eine neue Mautabfertigungsanlage auf kanadischer Seite installierte, wurde die Peace Bridge zur ersten (und bisher einzigen) mautpflichtigen Einrichtung außerhalb der Vereinigten Staaten, die dem E-ZPass-Verfahren angeschlossen ist.

## Briefmarken

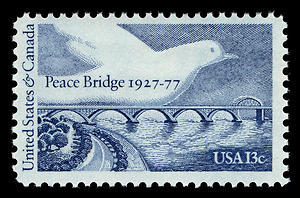
US Peace Bridge stamp

Am 4. August 1977 brachten die Postverwaltungen Kanadas und der Vereinigten Staaten anlässlich des fünfzigjährigen Jubiläums der Brücke eine Gemeinschaftsausgabe einer Briefmarke heraus. Völlig ungewöhnlich für solche Gemeinschaftsausgaben ist, dass die beiden Entwürfe vollkommen unterschiedlich sind.